# Афонькіно (Казанський район)
Афонькіно (рос. Афонькіно) — село у складі Казанського району Тюменської області, Росія.
Населення — 681 особа (2010, 699 у 2002).
Національний склад станом на 2002 рік:
- росіяни — 95 %